# 湊かなえ
湊 かなえ（みなと かなえ、1973年1月 - ）は、日本の小説家。広島県因島市中庄町（現・尾道市因島中庄町）生まれ。武庫川女子大学家政学部被服学科卒業。2007年には金戸 美苗（かなと みなえ）の名義で第35回創作ラジオドラマ大賞を受賞した。
現在、兵庫県洲本市在住。

## 経歴・人物
広島県因島市の柑橘農家に2人姉妹の長女として生まれる。子供の時から空想好きで、小中学校の図書室で江戸川乱歩や赤川次郎の作品に親しんだ。因島市立因北小学校、因北中学校、広島県立因島高等学校を経て、武庫川女子大学家政学部被服学科へ進学。
大学卒業後アパレルメーカーに就職して1年半勤務の後、1996年から1998年の2年間青年海外協力隊隊員としてトンガに赴任、家庭科教師として栄養指導に携わる。帰国後淡路島の高校で家庭科の非常勤講師となる。27歳の時に結婚し、28歳の時に第1子を出産。第2子になかなか恵まれなかったこともあり自宅でできる「何か新しいこと」に挑戦したいと、雑誌『公募ガイド』を購入して、2004年より川柳、脚本の投稿を始める。結婚後「形に残せるものに挑戦したい」と創作を始めた。翌2005年に第2回BS-i新人脚本賞に佳作入選するものの、地方在住の新人がプロの脚本家を目指すのは難しいと授賞式でプロデューサーから指摘されて悔しさを味わい、次は脚本と小説のコンクールで一番になることを目標とする。
2007年に『答えは、昼間の月』で第35回創作ラジオドラマ大賞を受賞した後、同年、「聖職者」で第29回小説推理新人賞を受賞し小説家デビュー。そして「聖職者」から続く連作集『告白』が2009年、第6回本屋大賞を受賞。デビュー作でのノミネート・受賞は共に史上初。本人はこの時のインタビューで、5年後に目指す姿として「まず、作家であり続ける。そして『告白』が代表作でないようにしたい」と話している。2010年に松たか子主演で映画化され、これが2010年度の日本映画興行収入成績で第7位（38.5億円）を記録。書籍の売上も累計300万部を超える空前の大ベストセラーとなり、作者の名とともに"イヤミス（読んだ後に嫌な気分になるミステリー）"というジャンルを世に広めた。2012年にはフジテレビ系『高校入試』でテレビドラマの脚本を手掛けた。
淡路島にて主婦業と並行して執筆活動を行い、昼間は主婦業をこなし夜間の午後10時から午前4時ごろまで執筆に励んで、朝家族を送り出してから睡眠をとる。初期の作品の作風が暗かったことから、当初長女の存在を公表していなかったが、長女の中学進学を機に2015年に公表。2016年には子育て中の著名人に贈られる第9回ベストマザー賞を文芸部門にて受賞している。
作品を執筆するにあたり、まずはじめに登場人物の1人1人についてどんな人物かという「キャラクター設定」を頭のなかで構築する。最初にきちんと「キャラクター設定」を決めておくと登場人物それぞれが動き始め、その中のどこを書こうかなと取捨選択しながら書き進める。サスペンスや女性の内面描写に定評がある一方で、「間口を広くしておきたい」「もっといろいろなものが書けることを見せたい」と語る。
趣味は登山。大学時代はサイクリング同好会に所属して自転車旅行で日本各地を旅し、社会人になっても続けられるアウトドアスポーツとして登山を勧められ、大学4年の時に登った妙高山で登山の魅力の虜になる。1999年夏から12年間のブランクを経て2010年に登山を再開。家庭、仕事、趣味を自らの三本柱としている。

## 受賞・候補歴
- 2005年 - 第2回BS-i新人脚本賞佳作入選[21]。
- 2007年 - 「答えは、昼間の月」で第35回創作ラジオドラマ大賞受賞。
- 2007年 - 「聖職者」で第29回小説推理新人賞受賞。
- 2009年 - 『告白』で第6回本屋大賞受賞[22]、第2回大学読書人大賞第6位[23]。
- 2009年 - 第3回広島文化賞新人賞受賞[24]。
- 2010年 - 『贖罪』で第63回日本推理作家協会賞（長編および連作短編集部門）候補[25]。
- 2011年 - 『告白』で第4回大学読書人大賞第3位[26]。
- 2012年 - 「望郷、海の星」で第65回日本推理作家協会賞（短編部門）受賞[27]。
- 2013年 - 『母性』で第26回山本周五郎賞候補[28]。
- 2013年 - 『望郷』で第149回直木三十五賞候補[29]。
- 2015年 - 『絶唱』で第28回山本周五郎賞候補[30]。
- 2016年 - 『リバース』で第37回吉川英治文学新人賞候補。
- 2016年 - 『ユートピア』で第29回山本周五郎賞受賞[31]。
- 2016年 - 『ポイズンドーター・ホーリーマザー』で第155回直木三十五賞候補[32]。
- 2018年 - 『贖罪』でエドガー賞（最優秀ペーパーバック・オリジナル部門）候補[33][34]。
- 2018年 - 『未来』で第159回直木三十五賞候補[35]。
- 2018年 - 『ブロードキャスト』で山田風太郎賞候補[36]。

## ミステリ・ランキング
- 週刊文春ミステリーベスト10
  - 2008年 - 『告白』1位
  - 2010年 - 『往復書簡』14位
  - 2018年 - 『未来』13位

- ミステリが読みたい!
  - 2009年 - 『告白』3位

- 本格ミステリ・ベスト10
  - 2009年 - 『告白』21位

- このミステリーがすごい!
  - 2009年 - 『告白』4位
  - 2019年 - 『未来』36位
  - 2020年 - 『落日』34位

## 作品リスト

### 小説
- 告白（2008年8月 双葉社 / 2010年4月 双葉文庫 / 2023年3月 双葉社〈限定特装版〉[37]）
- 少女（2009年1月 早川書房 / 2012年2月 双葉文庫）
- 贖罪（2009年6月 東京創元社 / 2012年6月 双葉文庫）
- Nのために（2010年1月 東京創元社 / 2014年8月 双葉文庫）
- 夜行観覧車（2010年6月 双葉社 / 2013年1月 双葉文庫）
- 往復書簡（2010年9月 幻冬舎 / 2012年8月 幻冬舎文庫）
収録作品：十年後の卒業文集 / 二十年後の宿題 / 十五年後の補習 / 一年後の連絡網（短編・文庫化の際に追加）
- 花の鎖（2011年3月 文藝春秋 / 2013年9月 文春文庫）
- 境遇（2011年10月 双葉社 / 2015年10月 双葉文庫）
  - 境遇 絵本付特別版（2011年10月 双葉社）（物語に登場する絵本『あおぞらリボン（絵・すやまゆうか）』との二冊セット）と同時発売
- サファイア（2012年4月 角川春樹事務所 / 2015年5月 ハルキ文庫 / 2022年8月 ハルキ文庫【新装版】）
収録作品：真珠 / ルビー / ダイヤモンド / 猫目石 / ムーンストーン / サファイア / ガーネット
- 白ゆき姫殺人事件（2012年7月 集英社 / 2014年2月 集英社文庫）
- 母性（2012年10月 新潮社 / 2015年6月 新潮文庫）
- 望郷（2013年1月 文藝春秋 / 2016年1月 文春文庫）
収録作品：みかんの花 / 海の星 / 夢の国 / 雲の糸 / 石の十字架 / 光の航路
- 高校入試（2013年6月 角川書店 / 2016年3月 角川文庫）
湊が脚本を担当したテレビドラマ『高校入試』（フジテレビ）を元に書き下ろした小説[38]。
- 豆の上で眠る（2014年3月 新潮社 / 2017年6月 新潮文庫）
- 山女日記（2014年7月 幻冬舎 / 2016年8月 幻冬舎文庫）
- 物語のおわり（2014年10月 朝日新聞出版 / 2018年1月 朝日文庫）
- 絶唱（2015年1月 新潮社 / 2019年6月 新潮文庫）
- リバース（2015年5月 講談社 / 2017年3月 講談社文庫）
- ユートピア（2015年11月 集英社 / 2018年6月 集英社文庫）
- ポイズンドーター・ホーリーマザー（2016年5月 光文社 / 2018年8月 光文社文庫）
収録作品：マイディアレスト（「蚤取り」改題） / ベストフレンド / 罪深き女 / 優しい人 / ポイズンドーター / ホーリーマザー
- 未来（2018年5月 双葉社 / 2021年8月 双葉文庫）
- ブロードキャスト（2018年8月 KADOKAWA / 2021年1月 角川文庫）
- 落日（2019年9月 角川春樹事務所 / 2022年8月 ハルキ文庫）
- カケラ（2020年5月 集英社 / 2023年1月 集英社文庫）
- ドキュメント（2021年3月 KADOKAWA / 2024年6月 角川文庫）
- 残照の頂 続・山女日記（2021年11月 幻冬舎 / 2024年8月 幻冬舎文庫）
- 人間標本（2023年12月 KADOKAWA）
- C線上のアリア（2025年2月 朝日新聞出版）

### 脚本
- 高校入試 シナリオ（2013年1月 角川書店）
書き下ろしオリジナルドラマ『高校入試』（フジテレビ）脚本。長澤まさみと湊の対談も収録。

### 随筆
- 山猫珈琲 （上巻：2016年12月、下巻：2017年1月 双葉社 / 上下巻：2019年12月 双葉文庫）
- 湊かなえのことば結び（2022年9月 角川春樹事務所 / 上下巻：2025年5月 ハルキ文庫）

### 短編小説
- 城崎へかえる（2016年7月 NPO法人 本と温泉） - 城崎温泉地域限定販売

#### アンソロジー収録短編
- 楽園（『Story Seller Vol.3』〈2010年4月 新潮社 / 2011年1月 新潮文庫〉所収）
- 望郷、白綱島（『オール・スイリ』〈2010年11月 文藝春秋〉所収）
- インコ先生（『不思議の扉 午後の教室』〈2011年8月 角川文庫〉所収）
- 望郷、海の星（『オール・スイリ2012』〈2011年11月 文藝春秋〉所収）
- 望郷、海の星（『ザ・ベストミステリーズ 推理小説年鑑 2012』〈2012年7月 講談社〉所収）
- 蚤取り（『宝石ザミステリー2』〈2012年12月 光文社〉所収）
- ベストフレンド（『宝石ザミステリー3』〈2013年12月 光文社〉所収）
- 長井優介へ（『奇想博物館 最新ベスト・ミステリー』〈2013年12月 光文社〉所収）
- 約束（『Story Seller annex』〈2014年1月 新潮文庫〉所収）
- 長井優介へ（『時の罠』〈2014年7月 文春文庫〉所収）
- 罪深き女（『宝石ザミステリー2014夏』〈2014年8月 光文社〉所収）
- 少女探偵団（『みんなの少年探偵団』〈2014年11月 ポプラ社 / 2016年12月 ポプラ社文庫〉所収）
- 優しい人（『宝石ザミステリー2014冬』〈2014年12月 光文社〉所収）
- 望郷、海の星（『Junction 運命の分岐点 ミステリー傑作選』〈2015年4月 講談社文庫〉所収）
- ポイズン・ドーター（『宝石 ザ ミステリー 2016』〈2015年12月 光文社〉所収）
- 仏蘭西紳士（『みんなの怪盗ルパン』〈2016年3月 ポプラ社〉所収）
- 優しい人（『悪意の迷路 最新ベスト・ミステリー』〈2016年11月 光文社〉所収）
- マロンの話（『猫が見ていた』〈2017年7月 文春文庫〉所収）

### クロニクル
- ダイヤモンドの原石たちへ 湊かなえ作家15周年記念本（2023年12月 集英社文庫）

### アニメ
- ルパン三世 PART6（2021年、日本テレビ系） - 第9話 脚本[39]

## メディア・ミックス

### 映画
- 告白（2010年6月5日公開、配給：東宝、監督：中島哲也、主演：松たか子）
- 北のカナリアたち（2012年11月3日公開、配給：東映、監督：阪本順治、主演：吉永小百合、原作：「二十年後の宿題」〈『往復書簡』所収〉）
- 白ゆき姫殺人事件（2014年3月29日公開、配給：松竹、監督：中村義洋、主演：井上真央）
- 少女（2016年10月8日公開、配給：東映、監督：三島有紀子、主演：本田翼・山本美月[40]）
- 望郷（2017年9月16日公開、配給：エイベックス・デジタル、監督：菊地健雄、主演：貫地谷しほり・大東駿介、原作：「夢の国」・「光の航路」〈『望郷』所収〉）
- 母性（2022年11月23日公開、配給：ワーナー・ブラザース映画、監督：廣木隆一、主演：戸田恵梨香[41]）

### ドラマ
テレビ朝日系
- 朝日放送創立60周年記念作品
  - 境遇（2011年12月3日、主演：松雪泰子）

WOWOW
- 連続ドラマW
  - 贖罪（2012年1月8日 - 2月5日、全5話、主演：小泉今日子）
  - 湊かなえ ポイズンドーター・ホーリーマザー（2019年7月6日 - 8月10日、全6話、主演：寺島しのぶ・足立梨花・清原果耶・中村ゆり・伊藤歩）
  - 落日（2023年9月10日 - 10月1日、全4話、主演：北川景子）

フジテレビ系
- 高校入試（2012年10月6日 - 12月29日、〈土ドラ〉、全13話、主演：長澤まさみ） - 脚本
- 花の鎖（2013年9月17日、主演：中谷美紀・松下奈緒・戸田恵梨香）
- 女性作家ミステリーズ 美しき三つの嘘 第1話「ムーンストーン」（2016年1月4日、主演：永作博美、原作：「ムーンストーン」〈『サファイア』所収〉）

TBS系
- 夜行観覧車（2013年1月18日 - 3月22日、全10話、主演：鈴木京香）
- Nのために（2014年10月17日 - 12月19日、全10話、主演：榮倉奈々）
- ドラマ特別企画『往復書簡〜十五年後の補習』（2016年9月30日、主演：松下奈緒・市原隼人、原作：「十五年後の補習」〈『往復書簡』所収〉）
- リバース（2017年4月14日 - 6月16日、全10話、主演：藤原竜也）

テレビ東京系
- 望郷（2016年9月28日、主演：広末涼子・伊藤淳史・濱田岳、原作：「みかんの花」・「海の星」・「雲の糸」〈『望郷』所収〉）

NHK BSプレミアム
- プレミアムドラマ
  - 山女日記〜女たちは頂を目指して〜（2016年11月6日 - 12月18日、全7話、主演：工藤夕貴）
  - 山女日記〜山フェスに行こう/アルプスの女王〜（2017年10月29日 - 11月5日、全2話、主演：工藤夕貴）
  - 山女日記3（2021年10月17日 - 11月21日、全6話、主演：工藤夕貴）

Prime Video
- 人間標本（2025年12月19日配信予定、監督：廣木隆一、主演：西島秀俊）

### 舞台
- ブロードキャスト（2024年8月10日 - 25日、エコー劇場、主演：新正俊）[57]

### 漫画
- 少女（画：岩下慶子、2010年1月 講談社）
- 告白（画：木村まるみ、2010年5月 双葉社）
- 北のカナリアたち（画：山田雨月、脚本：那須真知子、2012年10月 幻冬舎コミックス）
- 夜行観覧車（画：木村まるみ、2013年3月 双葉社）
- 白ゆき姫殺人事件（画：那葉優花、シナリオ：銀杏社、2014年4月 ホーム社）
- ブロードキャスト（画：くらの、2019年10月 KADOKAWA）

## 出演
テレビ番組
- 第61回NHK紅白歌合戦（2010年12月31日、NHK） - ゲスト審査員
- ボクらの時代（2011年5月1日、フジテレビ系） - 有川浩、万城目学と対談
- オデッサの階段（2012年10月25日、フジテレビ系） - 湊かなえ特集
- ゴロウ・デラックス（2013年1月18日、TBS） - ゲスト
- ちちんぷいぷい（2013年3月22日、毎日放送） - 総合司会の西靖（MBSアナウンサー）がインタビュー
- アナザースカイ（2015年6月19日、日本テレビ系） - ゲスト
- SMAP×SMAP（2015年7月20日、フジテレビ系） - 「BISTRO SMAP」コーナーゲスト
- タイプライターズ〜物書きの世界〜（2016年1月4日（3日深夜）、フジテレビ系） - ゲスト
- サワコの朝（2017年4月15日、毎日放送・TBS系） - ゲスト
- 世界まる見え!テレビ特捜部（2019年10月28日、日本テレビ系） - ゲスト
- SWITCHインタビュー 達人達「湊かなえ×佐野正幸」（2021年4月17日、NHK Eテレ）
- あさイチ「プレミアムトーク　湊かなえ」（2021年11月12日、NHK）

テレビドラマ
- 山女日記〜山フェスに行こう/アルプスの女王〜 後編（2017年11月5日、NHK BSプレミアム） - 女性登山者 役

ラジオ
- 湊かなえの「ことば結び」（2020年6月3日 - 、FM大阪） - パーソナリティー

舞台
- なにげに文士劇2024 旗揚げ公演「放課後」（2024年11月16日、サンケイホールブリーゼ） - 高原陽子 役